# Зимбабве на летних Олимпийских играх 2000
Зимбабве принимала участие в Летних Олимпийских играх 2000 года в Сиднее (Австралия) в шестой раз за свою историю, но не завоевала ни одной медали. Сборную страны представляли 5 женщин.

## Состав Олимпийской сборной Зимбабве

### Плавание
Спортсменов — 2
В следующий раунд на каждой дистанции проходили лучшие спортсмены по времени, независимо от места занятого в своём заплыве.
Мужчины
| Спортсмен   | Соревнование        | Предварительные заплывы | Предварительные заплывы | Полуфиналы | Полуфиналы | Финал     | Финал     |
| Спортсмен   | Соревнование        | Результат               | Место                   | Результат  | Место      | Результат | Место     |
| ----------- | ------------------- | ----------------------- | ----------------------- | ---------- | ---------- | --------- | --------- |
| Глен Уолшоу | 200 м вольный стиль | 1:54,70                 | 40                      | Не прошёл  | Не прошёл  | Не прошёл | Не прошёл |

Женщины
| Спортсменка     | Соревнование   | Предварительные заплывы | Предварительные заплывы | Полуфиналы | Полуфиналы | Финал     | Финал     |
| Спортсменка     | Соревнование   | Результат               | Место                   | Результат  | Место      | Результат | Место     |
| --------------- | -------------- | ----------------------- | ----------------------- | ---------- | ---------- | --------- | --------- |
| Кирсти Ковентри | 100 м на спине | 1:03,05                 | 16                      | 1:02,54    | 12         | Не прошла | Не прошла |

### Прыжки в воду
Спортсменов — 1
В индивидуальных прыжках в предварительных раундах складывались результаты квалификации и полуфинальных прыжков. По их результатам в финал проходило 12 спортсменов. В финале они начинали с результатами полуфинальных прыжков.
Мужчины
| Спортсмен   | Соревнование | Квалификация | Квалификация | Полуфинал | Полуфинал | Всего     | Финал     | Финал     | Всего  | Место |
| Спортсмен   | Соревнование | Очков        | Место        | Очков     | Место     | Всего     | Очков     | Место     | Всего  | Место |
| ----------- | ------------ | ------------ | ------------ | --------- | --------- | --------- | --------- | --------- | ------ | ----- |
| Эван Стюарт | трамплин     | 313,53       | 38           | Не прошёл | Не прошёл | Не прошёл | Не прошёл | Не прошёл | 313,53 | 38    |

### Триатлон
Спортсменов — 1
Триатлон дебютировал в программе летних Олимпийских игр. Соревнования состояли из 3 этапов - плавание (1,5 км), велоспорт (40 км), бег (10 км).
Мужчины
| Спортсмен     | Соревнование      | Плавание | Велоспорт | Бег | Итоговое время | Место | Отставание |
| ------------- | ----------------- | -------- | --------- | --- | -------------- | ----- | ---------- |
| Марк Марабини | личное первенство | 20:41,39 | DNF       | DNF | DNF            | —     | —          |